# Keban (zbiornik wodny)

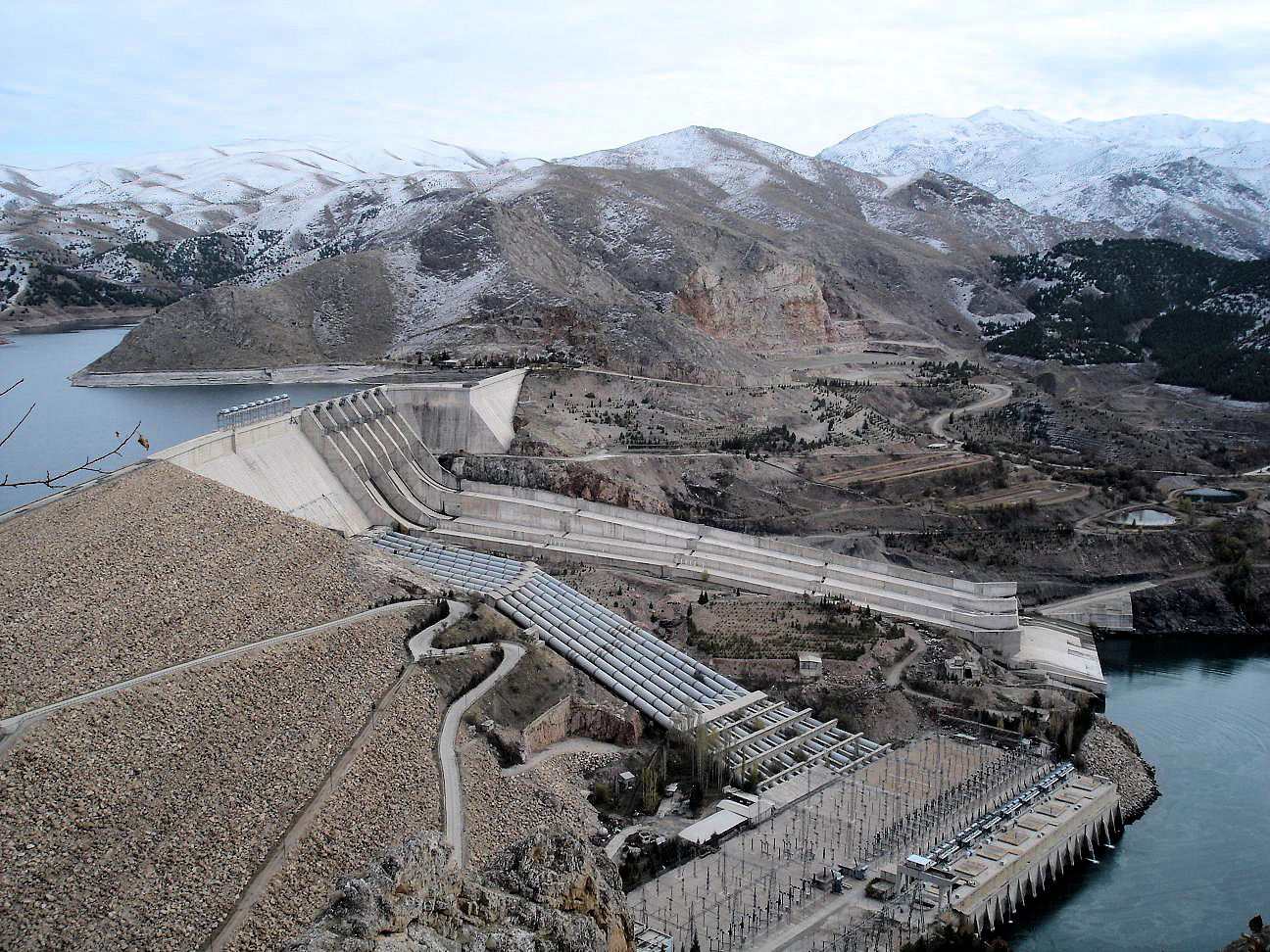
Tama Keban.

Keban - sztuczny zbiornik wodny w Turcji na rzece Eufrat, powierzchnia wynosi 750 km²). Długość zbiornika wynosi 145 km. Powstał w 1974 r. na potrzeby elektrowni wodnej w wyniku przegrodzenia rzeki łukową zaporą o wysokości 207 m.